# Semislavče
Semislavče (nemško St. Lambrecht) je naselje v Občini Rožek v Okraju Beljak-dežela na Koroškem v Avstriji.